# Matthew Elias
Pour les articles homonymes, voir Elias.
Matthew « Matt » Elias (né le 25 avril 1979 à Cardiff) est un athlète britannique spécialiste du 400 mètres haies.
Titré sur 400 m haies lors des Championnats d'Europe espoirs 2001, il remporte la médaille d'or du relais 4 × 400 m lors des Championnats d'Europe 2002 aux côtés de Jared Deacon, Jamie Baulch et Daniel Caines. Représentant le Pays de Galles lors des Jeux du Commonwealth, il obtient la médaille d'argent du 400 m et du 4 × 400 m en 2002, et la médaille de bronze du 4 × 400 m en 1998. 

## Palmarès
| Date | Compétition                    | Lieu         | Place | Épreuve     |
| ---- | ------------------------------ | ------------ | ----- | ----------- |
| 1998 | Jeux du Commonwealth           | Kuala Lumpur | 3e    | 4 × 400 m   |
| 1999 | Championnats d'Europe espoirs  | Göteborg     | 3e    | 4 × 400 m   |
| 2001 | Championnats du monde en salle | Lisbonne     | 5e    | 4 × 400 m   |
| 2001 | Championnats d'Europe espoirs  | Amsterdam    | 1er   | 400 m haies |
| 2002 | Championnats d'Europe          | Munich       | 1er   | 4 × 400 m   |
| 2002 | Jeux du Commonwealth           | Manchester   | 2e    | 400 m haies |
| 2002 | Jeux du Commonwealth           | Manchester   | 2e    | 4 × 400 m   |
| 2004 | Jeux olympiques                | Athènes      | 5e    | 4 × 400 m   |